# جان سنتامو
جان سنتامو (انگلیسی: John Sentamu؛ ‏ ‎/ˈsɛntəmuː/‎; ‏ Luganda: [s:é:ntámû]؛ ‏ زادهٔ ۱۰ ژوئن ۱۹۴۹) کشیش، روحانی، اسقف اعظم یورک و سیاستمدار اهل بریتانیا است که تا ۷ ژوئن ۲۰۲۰ خدمت کرد.
وی زادهٔ شهر کامپالا در اوگاندا و دانش اموختهٔ دانشگاه مکرری است. وی از مخالفان  عیدی امین بود و به همین سبب در سال ۱۹۷۴ به زندان افتاد تا آنکه موفق شد به انگلستان بگریزد. در آنجا بود که خود را وقف انگلیکان نمود و به تحصیل در رشتهٔ الهیات در دانشگاه کمبریج پرداخت. او در سال ۱۹۹۶ اسقف‌یار و در سال ۲۰۰۵ اسقف اعظم یورک شد. او از منتقدان چندگانگی فرهنگی و ازدواج همجنس است اما برخلاف عقاید سنتی کلیسای انگلستان از هم‌باشی پیش از ازدواج حمایت می کند. وی همچنین از منتقدان رابرت موگابه است. در دسامبر ۲۰۲۰ اعلام شد که او به فهرست افتخاری اشرافیت انتصابی اضافه خواهد شد.